# Baylorjev pokol
Pokol v Baylorju (znan tudi kot spopad blizu Tappana, pokol v Tappanu ali napad na Old Tappan) je bil napad britanskih sil na čete kontinentalne vojske 27. septembra 1778 med ameriško revolucionarno vojno. Sile britanskih vojakov pod poveljstvom generalmajorja Charlesa Greya so izvedle uspešen napad presenečenja na 3. polk kontinentalnih lahkih dragoncev pod poveljstvom polkovnika Georgea Baylorja blizu današnjega River Valea v New Jerseyju. Ubitih je bilo 15 vojakov kontinentalne vojske, 54 pa jih je bilo ranjenih ali ujetih s strani Britancev, ki so izgubili enega ubitega vojaka.

## Ozadje
22. septembra 1778 je generalpodpolkovnik Sir Henry Clinton ukazal generalmajorju Charlesu Greyu, generalmajorju Lordu Cornwallisu in brigadnemu generalu Edwardu Mathewu, naj mobilizirajo čete, da bi izzvali poveljnika kontinentalne vojske Georgea Washingtona v bitko in kot preusmeritev za napad na bazo patriotov zasebnikov v južnem New Jerseyju. Potem ko je izvedel, da je polkovnik George Baylor zagotovil prostore za svojo enoto, 12 častnikov in 104 nabornikov 3. polka kontinentalnih lahkih dragoncev, v hlevih več kmetij na cesti Over Kill – iz nizozemščine "čez reko", preimenovane v Rivervale Road – je Cornwallis ukazal Greyu, naj napade Baylorjeve čete.

## Bitka
Okoli 23. ure 27. septembra 1778 je Grey mobiliziral 2. bataljon lahke pehote, 2. bataljon grenadirjev, ter 33. in 64. pehotni polk. Med eno in tretjo uro zjutraj se je šest čet britanske lahke pehote pod majorjem Turnerjem Straubenzeejem in šest čet lahke pehote pod majorjem Johnom Maitlandom približalo zbirki treh kmečkih hiš in šestih hlevov, ki jih je zasedalo 116 mož 3. lahkih dragoncev. (Ta enota virginijske konjenice se različno imenuje "Dragonci lady Washington" in "Stražarji gospe Washington".) Maitlandov odred je bil uporabljen za prekinitev nočne patrulje, medtem ko so Straubenzeejeve čete uporabile svoje bajonete, da bi ohranile element presenečenja, ko so šle od hiše do hišo.
Smrti na ameriški strani so vključevale dva častnika in devet mož, ki so bili ubiti v akciji, še štirje pa so kasneje umrli zaradi ran. Skupna izguba za kontinentalce je bila 69 ubitih, ranjenih ali ujetih. Polkovnik Baylor, major Alexander Clough in dva druga častnika so poskušali pobegniti tako, da so se povzpeli po dimniku. Baylor je bil ranjen in ujet – umrl je leta 1784 zaradi zapletov ran, ki jih je utrpel v napadu. Clough je bil v napadu smrtno ranjen. Eden od drugih častnikov je bil ubit, več drugih pa ujetih.

## Posledice
Po napadu so nekatere ranjene ujetnike odpeljali v reformirano cerkev Tappan v bližnjem Tappanu v New Yorku, ki je služila kot zapor in bolnišnica. Stotnik Martin Hunter iz 52. (Oxfordshirskega) pehotnega polka je napad opisal takole: "Medtem ko smo bili pri New Bridgeu, smo slišali, da so oddaljeni petindvajset milj od našega tabora in pripravljen je bil načrt, da jih presenetimo. Odpravili smo se po temi, jezdeci za draguni in sovražnik se je imel za tako popolnoma varnega, da ni bil postavljen niti stražar. Ni bil izstreljen niti en strel in celoten polk dragunov, razen nekaj, ki so bili prebodeni z bajoneti, je bil ujet."
Napad, za katerega je bil ta napad preusmeritev, je vključeval tudi napad na ameriške sile, ki so ga patriotski viri opisali kot pokol. 15. oktobra so lojalistične čete izvedle presenetljiv napad na sile pod poveljstvom Casimirja Pulaskega, v katerem je bilo ubitih 25 do 30 mož v dogodku, znanem kot afera pri Little Egg Harborju. Leta 1967 so bili ostanki šestih mrtvih – prepoznani po artefaktih, kot so gumbi in ostanki oblačil – najdeni v treh zapuščenih kadeh iz Blauveltove usnjarne. Leta 1972, ob soočenju s primestnim razvojem, je bilo mesto posvečeno kot okrožni park in ostanki so bili tam ponovno pokopani.